# Otylia z Hohenburga
Otylia (Odylia) z Hohenburga (ur. ok. 660 w Obernai, zm. ok. 720 w klasztorze w Hohenburgu w Alzacji) – benedyktynka, ksieni, święta Kościoła katolickiego i ewangelickiego.
Była córką Adalryka, księcia Alzacji i Betswindy, siostrzenicy św. Leodegara.
Ok. roku 700 lub 710 została pierwszą przeoryszą benedyktyńskiego klasztoru w Hohenburgu (późniejszy niem. Odilienberg, fr. Mont Sainte-Odile), założonego wspólnie z ojcem. Przypisuje się jej również założenie klasztoru w Niedermünster koło Odilienbergu.
Według życiorysu z X wieku Otylia urodziła się niewidoma i dlatego jej ojciec Adalryk, aby uniknąć hańby, postanowił ją zabić. Matka Betswinda uratowała ją i przekazała na dalsze wychowanie do klasztoru Baume-les-Dames. Według legendy Otylia w czasie chrztu udzielonego jej przez biskupa św. Erharda miała odzyskać wzrok.
Kult świętej Otylii upowszechnił się w Alzacji od XI wieku, a potem także w Szwajcarii, na południu Niemiec i w innych rejonach. W Polsce, w Urzędowie, znajduje się sanktuarium pod jej wezwaniem.
Została wyniesiona na ołtarze w XI wieku przez papieża Leona IX i ogłoszona patronką Alzacji przez Piusa XII w 1946 roku.
Jest orędowniczką w chorobach oczu, uszu i bólach głowy.
Jej wspomnienie liturgiczne w Kościele katolickim i ewangelickim obchodzone jest 13 grudnia. Jeden z kościołów pod jej wezwaniem znajduje się w Paryżu.